# Суфиян-хан
Суфиян-хан (чагат. سفيان خان‎; ум. 1535, Ургенч) — четвёртый представитель узбекской династии Арабшахидов, который в 1525—1535 годах правил в Хорезмском государстве (Хивинском ханстве).

## Происхождение
Суфиян-хан был один из сыновей Аминек-хана и потомком правителя Узбекского улуса Йадгар-хана.

## Приход к власти
Суфиян-хан пришел к власти после смерти Хасанкули-хана в 1525 году. Вокруг него сплотилась наиболее многочисленная и сильная династийная группа, захватившая по прибытии в Хорезм Хиву, Хазарасп, Кят. Суфиян-хан и окружавшие его султаны во главе своих ополчений подчинили юго-восточную часть Хорезма, а также ряд областей по северному склону Копетдага. Завоевательный процес привёл к новому перераспределению земель. Так, Вазир, Янги-шахар, Тирсак, а также Дарун и Мангышлак с туркменскими племенами достались внукам Берке-султана, из которых наиболее сильным оказался Султан-гази. Четыре сына Аминек-хана разделили между собой власть в Хиве, Хазараспе, Кяте, Багабаде, Нисе и др., ими же были подчинены туркмены, жившие в Абулхане и Дабистане.
С правлением Суфиян-хана власть в Хорезме окончательно утвердилась за представителями дома Аминек-хана. Потомки Берке-султана постепенно утратили свои позиции и, в конечном итоге, были вынуждены бежать в Бухару.
После смерти Суфиян-хана в 1535 году к власти в Хорезме пришел его брат Буджуга-хан.